# Reculver
Reculver est un village du Kent, en Angleterre. Il est situé sur la côte nord du comté, à environ 5 km à l'est de Herne Bay. Administrativement, il relève du district de la Cité de Canterbury.

## Histoire
Vers la fin du IIe siècle, un fort romain est fondé à Regulbium (en). C'est alors un emplacement stratégique important, situé à l'extrémité nord du Wantsum Channel (en), le bras de mer qui sépare l'île de Thanet du reste de la Grande-Bretagne. Reculver prospère au Moyen Âge, autour d'une abbaye fondée en 669, mais elle périclite au fur et à mesure que le Wantsum se bouche. L'érosion côtière cause également de nombreux dégâts, et le village est presque entièrement abandonné vers la fin du XVIIIe siècle. Il connaît un regain d'activité touristique au XXe siècle.